# الدوري السوفيتي الممتاز لكرة القدم 1990
الدوري السوفيتي الممتاز لكرة القدم 1990 هو الموسم 54 من  الدوري السوفيتي الممتاز لكرة القدم. أقيم خلال الفترة 1 مارس 1990 وحتى 20 أكتوبر 1990، وأشرف على تنظيمه الاتحاد السوفيتي لكرة القدم، وكان عدد الأندية المشاركة فيه  16، وفاز فيه دينامو كييف.